# Valentin Pfeifer (Kaufmann)

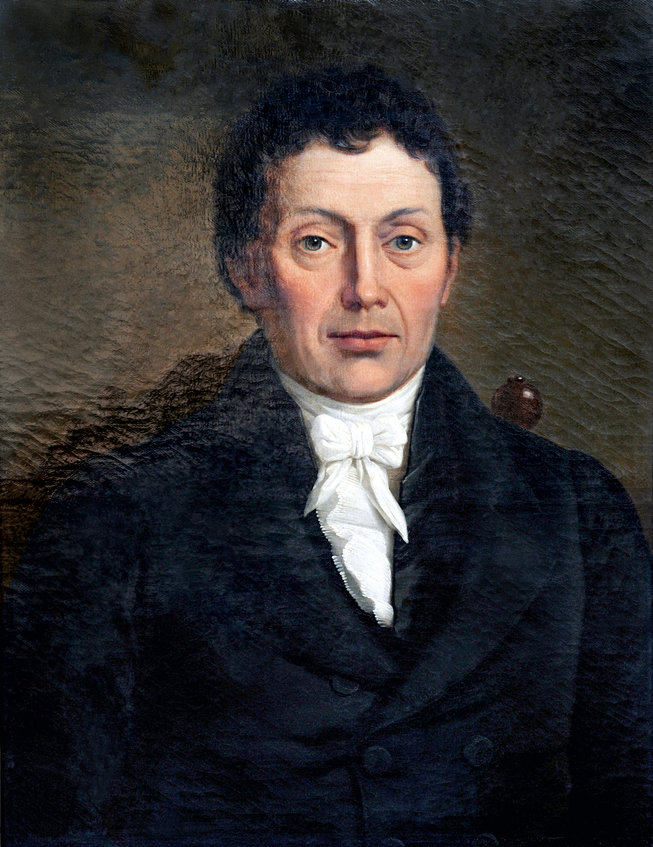
Valentin Pfeifer (1763–1840), geboren in Sommerau (Bild im Besitz der Familie M. Pfeifer)

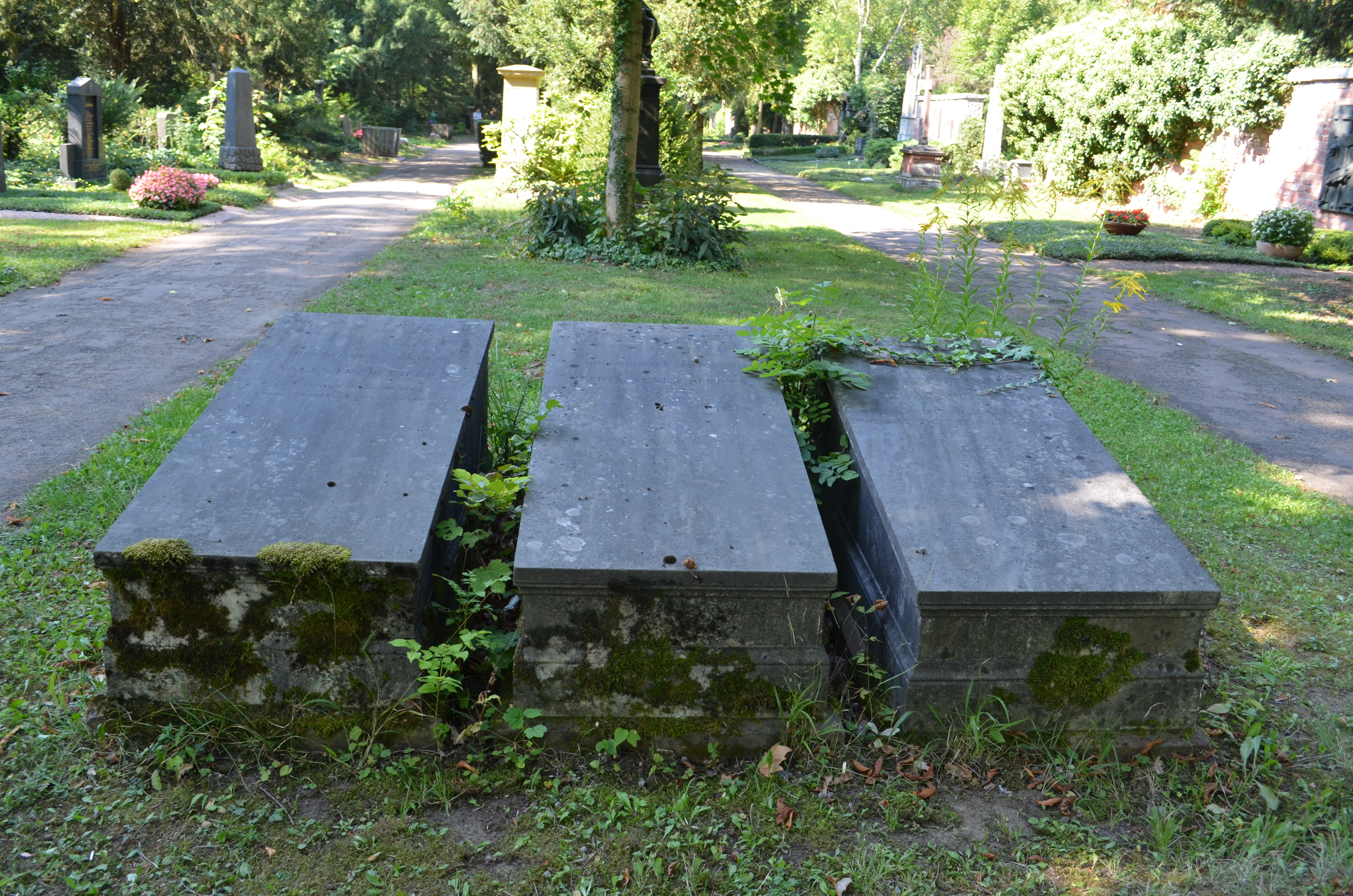
Pfeifer-Grabstätte (2015) auf dem Frankfurter Hauptfriedhof, Nr. B 128

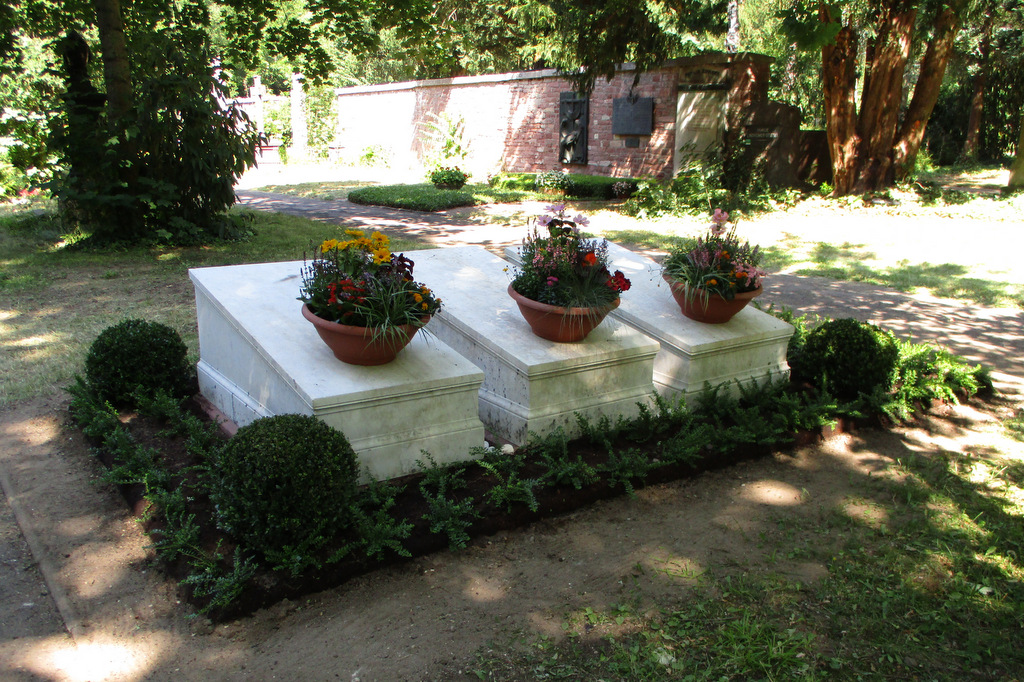
Pfeifer-Grabstätte - Nr. B 128 - nach Restaurierung im Juli 2019

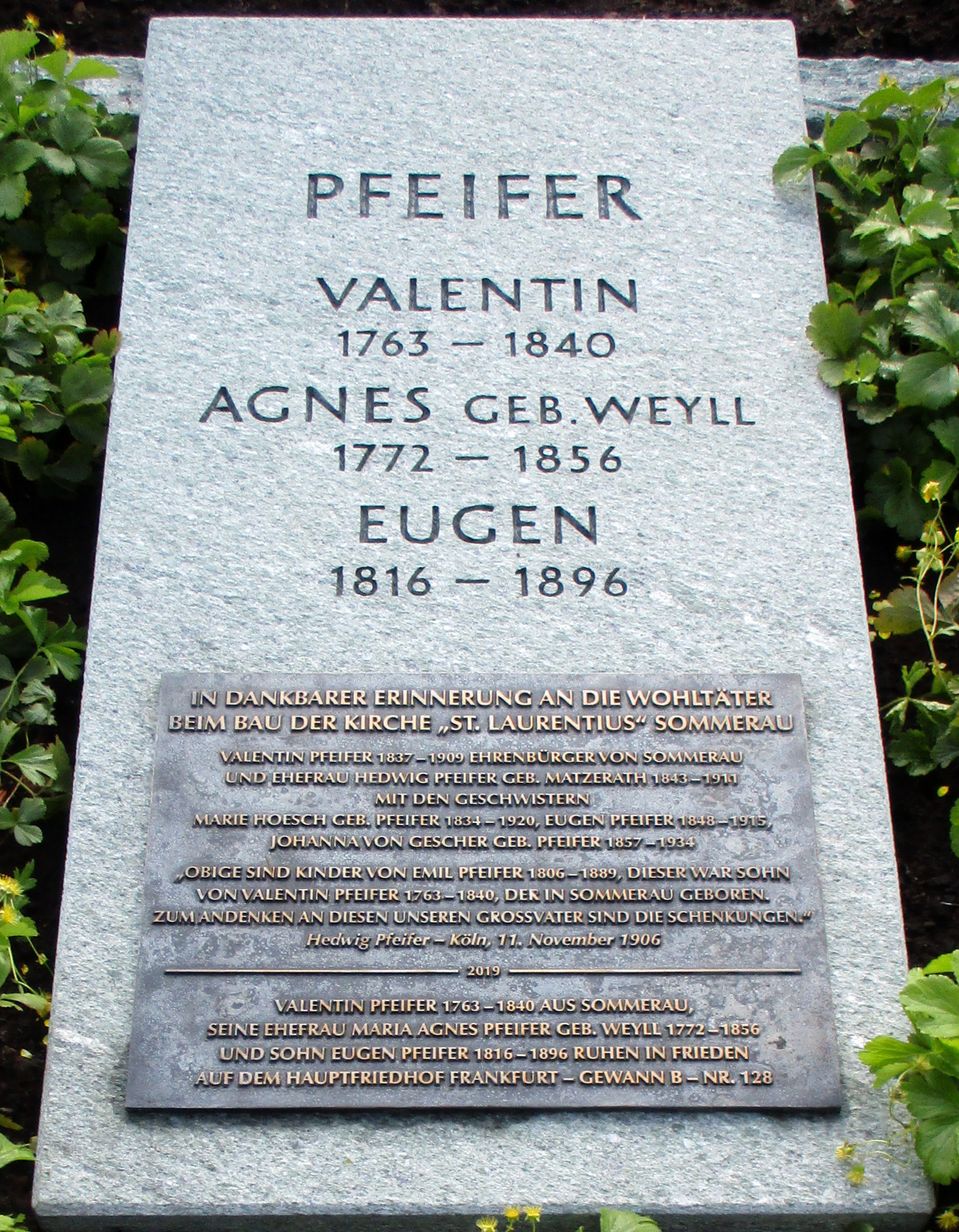
Gedenkstätte auf dem Friedhof in Sommerau, errichtet am 24. April 2019

Valentin Pfeifer (* 10. November 1763; † 21. Februar 1840 in Sommerau im Spessart) war ein deutscher Kaufmann und Reeder.

## Leben
Er stammte aus der zweiten Ehe (1756) des Bauern Johannes Pfeifer (1722–1794) aus Sommerau und seiner Frau Anna Maria geborene Weber (1735–1810) aus Laudenbach am Main. Nachdem er in Mainz studiert hatte, war er bei Baron von Harff, auf der Burg Dreiborn bei Monschau in der Eifel, als Kinderlehrer verpflichtet. Im September 1786 ging er nach Holland und fand eine Anstellung im Handelshaus von Johann Schuhmann in Amsterdam, das nach eineinhalb Jahren in Konkurs ging. Valentin blieb in Amsterdam und wechselte in das Handelshaus zu Johann Albert Cramer, wo er ab Februar 1794 Teilhaber wurde. Ab 1. Juli 1798 übernahm Valentin Pfeifer das Geschäft und führte es nun unter seinem Namen weiter. Im Januar 1797 heiratete er Maria Agnes geborene Weyll (1772–1856), Tochter des Kölner Rangschiffers Johann Christian Weyll (1724–1798) und Anna Katharina Weyll geborene Hofbauer (1732–1819) aus Mainz stammend. Im Mai 1811 ging Valentin Pfeifer mit seiner Familie für drei Jahre nach Deutschland zurück. Die durch die französische Kontinentalsperre entstehenden Handelserschwernisse hatten den Kaufmann veranlasst, seine Geschäftstätigkeit ruhen zu lassen, um in Offenbach am Main die weitere Entwicklung abzuwarten. Einen Monat nach Napoleons Abdankung kehrten die Pfeifers nach Amsterdam zurück. Im November 1814 erwarb Valentin Pfeifer die Fregatte „Vrees en Hoop (Furcht und Hoffnung)“, im Juni 1817 kam die Pinke „Harmonie“ dazu.
Seinen Ruhestand, ab 1833, verbrachte der Kaufmann und Reeder mit seiner Frau in Frankfurt am Main und auf ihrem Gutshof in Oberrad; beide sind in Frankfurt am Main auf dem Hauptfriedhof bestattet (Gewann B - Nr. 128). Die Grabstätte wurde 2019 von der Familie Pfeifer restauriert und steht unter Denkmalschutz (Liste der Kulturdenkmäler auf dem Hauptfriedhof Frankfurt).

## Familie
Valentins Bruder Johann Joseph Pfeifer (1776–1856) übernahm das elterliche Hofgut in Sommerau. Auch Joseph Pfeifer war eine schillernde Persönlichkeit. Schon als 24-Jähriger war er mit dem Sommerauer Bürgermeister Johann Georg Fuchs nach Wien gereist, um vor dem Reichshofrat Waldrechte des Ortes gegenüber den adeligen Fechenbacher Grundherren durchzusetzen. 1810 war er Delegierter Sommeraus im Wahlkollegium der Ständevertreter des neu geschaffenen Großherzogtums Frankfurt. In der Chronik des Marktes Erlenbach am Main, von 1958, wird er als einer der Kreditgeber der Gemeinde in der Franzosenzeit genannt. 1820 ersteigerte er mit kaufmännischem Geschick das einst zum Kloster Himmelthal gehörige Jesuitengut in Eichelsbach. Wieweit die beiden Brüder in wirtschaftlichen Angelegenheiten zusammenarbeiteten ist nicht belegt. Aber gemeinsame Interessen gab es genügend. Ein Geschäftsfeld könnte der Handel mit „Holländerholz“ gewesen sein. In Valentin Pfeifers holländischer Wahlheimat waren starke Eichenstämme aus dem Spessart z. B. für den Schiffsbau gefragt.
Verwandte wie der Lehrer, Volkskundler und Heimatschriftsteller Valentin Pfeifer (1886–1964) stammen ebenfalls aus Sommerau bzw. sind noch heute dort ansässig.
Kinder von Valentin Pfeifer waren:
- Maria („Mimi“) Georgina (1797–1863), geboren in Amsterdam, ehelichte 1822 in Amsterdam den aus Württemberg stammenden Kaufmann Wilhelm Kiderlen (1798–1870). Das Familiengrab befindet sich auf dem Hauptfriedhof in Frankfurt am Main (Gewann F - Nr. 423). Die Grabstätte wurde 2019 von der Familie Pfeifer restauriert und steht unter Denkmalschutz (Liste der Kulturdenkmäler auf dem Hauptfriedhof Frankfurt). Das Ehepaar hatte drei Kinder: Auguste Kiderlen, geboren 1823; Emil Kiderlen, geboren 1824; Robert Kiderlen, geboren 1828. Ein Sohn von Emil Kiderlen, Antoine Emil Kiderlen (genannt „Pim“), geboren 1868, wurde als Radsportler bekannt.

- Albert Johann (1802–1803), geboren in Amsterdam. Das Verhältnis von Albert Johann Cramer zu seinem Geschäftspartner Valentin Pfeifer war sehr persönlich. So wurde Cramer der Pate des Sohnes von Valentin und Maria Agnes Pfeifer. Albert Johann P. wurde in Amsterdam bestattet.

- Valentin (1804–1833), geboren in Amsterdam, war Besitzer einer Papiermühle Oberschneidhausen (ehem. Eisenwerk) bei Düren; er blieb unverheiratet. Bestattet wurde Valentin auf dem Friedhof in Brühl (Rheinland).

- Emil Pfeifer (1806–1889), geboren in Amsterdam, Zuckerfabrikant und Unternehmer. Emil war zwei Mal verheiratet, zuerst 1833 mit Maria Emma, geb. Hoesch (1814–1845), Tochter des Dürener beziehungsweise Schneidhausener Papierfabrikanten Ludolph Mathias Hoesch (1788–1859) und seiner Frau Juliane, geb. Schleicher (1793–1868). Aus dieser Ehe stammen zwei Kinder. Aus Emils zweiter Ehe 1847 mit Josephine Charlotte Lucie Mayer (1823–1893), der jüngsten Tochter des Dürener Oberbergrats Johann Heinrich Daniel Mayer († 1836) und seiner Ehefrau Philipine geb. Jardou, stammen drei Kinder.

- Robert („Robertus“) (1808–1877), geboren in Amsterdam, Kaufmann in Antwerpen, heiratete 1834 in Paris Maria Wilhelmine André (1815–1876), geboren in Frankenthal/Pfalz. Ihre Tochter Agnes Hoesch, geborene Pfeifer (1839–1903), heiratete 1862 den Eisenhüttenbesitzer Eberhard Hoesch aus Düren. Das Ehepaar Pfeifer ist in Antwerpen bestattet.

- Oscar (1812–1815), geboren in Offenbach, bestattet in Amsterdam.

- Lilla (1813–1868), geboren in Offenbach, vermählte sich 1836 mit dem Sohn des Frankfurter Großkaufmanns Franz Dominicus Brentano, Georg Franz Melchior Brentano (1801–1852). Die beiden nannten sich nach ihrer Heirat Brentano-Pfeifer; sie hatten 7 Kinder: Agnes (1837–1916), Johanna (1839–1885), Franz (1840–1888), Maria (1842–1867), Josefa (1844–1875), Emil (1845–1890) und Louise (1848–1866). Das Paar ist in Frankfurt auf dem Hauptfriedhof bestattet (Gruftenhalle/Brentano-Gruft Nr. 48). Die Grabstätte steht unter Denkmalschutz.

- Eugen (1816–1896), geboren in Amsterdam, Besitzer eines Landgutes in Erbach (Rheingau) und Eigentümer des Gutes Dächheim in Theilheim, bei Schweinfurt, von 1845 bis 1896.[3] Eugen war der Familienchronist und nicht verheiratet. Er lebte zuletzt in seinem Haus in der Gutleutstraße 34 in Frankfurt am Main. Eugen ist neben seinen Eltern auf dem Hauptfriedhof bestattet (Gewann B - Nr. 128). Die Grabstätte wurde 2019 von der Familie Pfeifer restauriert und steht unter Denkmalschutz (Liste der Kulturdenkmäler auf dem Hauptfriedhof Frankfurt).